# Georges Bonnefous
Édouard Félix Georges Bonnefous est un homme politique français, né le 30 novembre 1867 à Paris (Seine) et mort le 27 mai 1956 dans la même commune. Il est le père du ministre Édouard Bonnefous.

## Biographie
- Député de Seine-et-Oise de 1910 à 1936
- Ministre du Commerce et de l'Industrie du 11 novembre 1928 au 3 novembre 1929 dans les gouvernements Raymond Poincaré (5) et Aristide Briand (11)

En mai 1920, il est nommé membre du comité directeur de la Ligue des patriotes présidée par Maurice Barrès.
Il est l'un des auteurs de la création en 1915 de la croix de guerre. A ce titre il est nommé en 1939 membre d'honneur de l'association nationale des croix de guerre, fondée en 1919 par le vice-amiral Emile Guépratte.

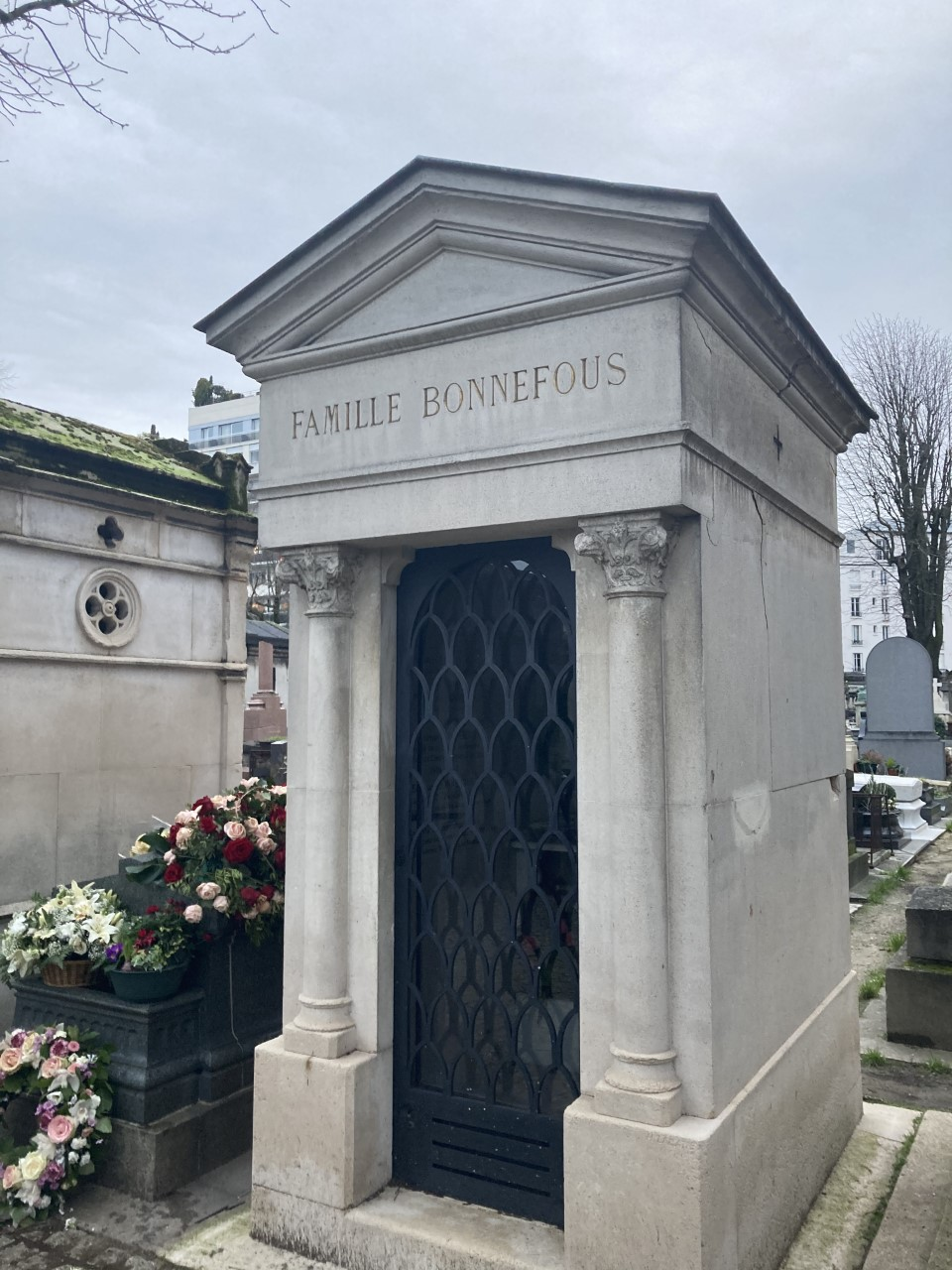
Chapelle où il est enterré au cimetière de Passy (division 4).

## Sources
- « Georges Bonnefous », dans le Dictionnaire des parlementaires français (1889-1940), sous la direction de Jean Jolly, PUF, 1960 [détail de l’édition]